# 망탁조의
망탁조의(莽卓操懿)는 고대 중국 한나라부터 위진 시대까지 대표적인 4대 역적을 일컫는 말로, 반역자의 대명사로 쓰인다. 이들은 자신을 신뢰한 이의 뒤통수를 치거나, 자신을 채용한 조정의 봉록을 준 조정을 무너뜨린 자, 반역과 배신의 상징으로 여겨진다.
중국의 왕망, 동탁, 조조, 사마의 4인의 이름을 따와서 만들어진 말이다. 송사 등 중국 고대문헌에 역적을 의미하는 사자성어로 자주 등장한다. 이들은 찬탈자, 반역자의 의미로도 쓰인다. 간혹 동진의 권신이자 환현의 아버지 환온(桓溫)을 넣어 망조의온(莽操懿溫)으로도 불리고, 양기(梁冀), 홍공(弘恭), 석현(石顯) 등을 넣어 기현망조(冀顯莽操), 망탁공현(莽卓恭顯)으로도 부른다.